# Faro Longships
El faro Longships  es una guía en la navegación a unas 1,25 millas de la costa de Lands Ends en Cornualles, Inglaterra, Reino Unido. Está ubicado en Carn Bras, el islote más alto que se eleva a unos 12 metros por encima del nivel del mar. El faro no ha sido habitado desde 1988.

## Historia
La torre original fue construido en 1795 bajo el diseño del arquitecto de Trinity House, Samuel Wyatt. La luz del faro estaba a 24 metros por encima del nivel del mar pero la marea alta oscurecía su luz.
En 1869, Trinity House comenzó la construcción de un reemplazo del faro Longships original.
El edificio construido tiene una torre de granito y cuenta con el equipamiento del faro que había sido usado anteriormente en la construcción del Faro Wolf Rock. La torre fue por primera vez iluminada en diciembre de 1873 habiendo costado 43 870 £ en su construcción. Aún tras estas mejoras, el S.S. Bluejacket chocó contra las rocas cerca del faro en una noche clara en 1898, casi demoliendo el faro en el accidente.